# Le Diable au cœur (téléfilm)
Pour les articles homonymes, voir Le Diable au cœur.
Pour plus de détails, voir Fiche technique et Distribution.
Le Diable au cœur est un téléfilm français réalisé par Christian Faure, diffusé pour la première fois le 9 décembre 2020 sur France 2.

## Synopsis
Directrice du Service pénitentiaire d'insertion et de probation du Havre, Catherine Borowiak (Zabou Breitman) la cinquantaine, est chargé du dossier d'un jeune homme, Hugo (Maxence Danet-Fauvel), fraîchement sorti de prison. Une passion dévorante naît entre eux. Consciente du danger que cela représente pour elle et sa famille, Catherine devra se battre pour protéger sa vie de famille contre ce jeune homme dangereux et manipulateur.

## Fiche technique
- Réalisation : Christian Faure
- Scénario : Bernard Minier, Laura Munoz
- Producteur : Nicolas Traube
- Production : French Cancan Production, France Télévisions
- Pays d’origine : France
- Langue : français
- Durée : 95 minutes
- Tournage : du 10 décembre 2018 au 18 janvier 2019
- Date de diffusion : 9 décembre 2020 sur France 2

## Distribution
- Isabelle Breitman : Catherine Borowiak
- Yvon Back : Paul
- Maxence Danet-Fauvel : Hugo
- Félix Lefebvre : Alex
- Lula Cotton-Frapier : Ève
- Élise Tielrooy : Mia
- Lucas Primot : Diego
- Fabien Giameluca : policier municipal